# فرانك فيتر
فرانك فيتر (بالإنجليزية: Frank Fetter)‏ هو اقتصادي أمريكي، ولد في 8 مارس 1863 في بيرو في الولايات المتحدة، وتوفي في 21 مارس 1949 في الولايات المتحدة.

## وصلات خارجية
- فرانك فيتر على موقع الموسوعة البريطانية (الإنجليزية)